# Lelčycy
Lelčycy (bělorusky Лельчыцы, rusky Лельчицы) je sídlo městského typu v Bělorusku, které se nachází v Homelské oblasti. Nachází se 215 km jihozápadně od Homela a 67 km od vlakového nádraží Jelsk. Obec leží na řece Uborť.
Pokládá se za nejlepší rajónní centrum v Homelské oblasti – z hlediska jeho uspořádání i životních podmínek obyvatel.

## Etymologie názvu
Z písemných pramenů je známo několik historických jmen obce Lelčycy, například Ljejčicy, Uborť, Ljelčiči nebo Ljeňčicy.
Podle jedné verze je původ jména spojen s migračními a etnickými vztahy, které existovaly mezi klany a kmeny. Například název ljenčičaně lze přirovnat k toponymu Lelčycy, který v dřívějším místním dialektu zněl jako Ljenčicy (z původního Ljenčiči).
Podle slovníku Vladimirа Dalа je jméno ljeľ či ljaľko název pohanského starobylého božstva manželství, podobně jako Amor; v pověstech je často jako čáp bílý. S tímto jménem je spojen i výraz dějeslov ljeljejať, což znamená vychovávat, ochraňovat jako malé dítě. A. F. Rogaljev řekl: čápi (ljeli), odlétají na jih a shromažďují se na tomto území, z toho důvodu bylo městu dáno jméno Lelčycy.
Podle encyklopedického slovníku F. A. Brokgauza a I. A. Efrona – ljeľ, jméno pro smyšleného polskou mytologií slovanského pohanského Boha, který se údajně připomíná ve svatebních písních.
Toponym Lelčycy si je možné spojit se slovem ljen – vlastnictví půdy, které se nechávalo králi pro celoživotní užívání. Kromě toho se tímto slovem v Evropě nazývá správně-územní celek a také daň, která se shromažďovala v souvislosti s titulním vlastnictvím půdy.

## Historie
Původně bylo součástí Litevského velkoknížectví.
Od roku 1793 se nacházela na území Ruského impéria. Od července 1924 je centrem rajónu. Status obce získalo 27. září 1938. Od roku 1954 je součástí Homelské oblasti.

## Monumenty
- V červenci 2013 byl otevřen památník vlasteneckým vojákům, kteří zemřeli v Afghánistánu.